# Сіллалайд
Сіллалайд (ест. Sillalaid, Sill-laid, Sjõll-laid, Сьолл-лайд, Сілл-лайд) — естонський безлюдний острів у Пярнуській затоці, один з островів Санґелайд.

## Географія
Сіллалайд один з багатьох невеликих островів Естонії. Розташований на північному заході від острова Кігну. 
Острів має довгасту форму, кам'янисті береги, оточений мілким морем з численними валунами.
Адміністративно належить до волості Кігну повіту Пярнумаа.

## Флора та фауна
Острів є частиною заповідника «Острови Санґалайд». На острові є рідкісні видів рослин, тварин та водоплавних птахів, які перебувають під охороною. Сіллалайд є місцем розмноження та існування для: галагаза, шилохвоста, турпана, крячка рябодзьобого, пісочника, тев'яка та інших видів тваринного світу.
У квітні-травні околиці острова Сіллалайд стаює одними з найбільших місць скупчення кільчастих нерп на Балтійському морі. Тому знаходження людей на острові суворо заборонено з 15 квітня по 15 липня.

## Клімат
На острові континентальний клімат. Середньорічна температура становить 6 °С. Найтепліший місяць серпень, з середньою температурою 18 °С, найпрохолодніший місяць січень, з середньою температурою -4 °С.